# Efraïm de Síria
|  | Per a altres significats, vegeu «Efraïm». |

Efraïm (o Efrem) el Siríac (siríac: ܐܦܪܝܡ ܣܘܪܝܝܐ, Afrêm Sûryāyâ; grec antic: Ἐφραίμ ὁ Σῦρος) (Nísibis, vers 306 - vers 378) fou un escriptor i diaca sirià del segle iv, prolífic autor d'himnes, poemes, sermons poètics i obres teològiques en siríac. Parlava el siríac i una mica de grec. És venerat com a sant a tota la cristiandat, commemorant-se a Orient el 28 de gener i a Occident el 9 de juny.

## Biografia
De jove va estudiar diligentment i després es va dedicar a la vida monàstica i fou director de l'escola de teologia de Nísibis fins que aquesta ciutat va caure en mans dels perses el (363). Llavors se'n va anar a Edessa, on va ser ordenat diaca i va renunciar a futurs ascensos per dedicar-se a dirigir l'escola de teologia que s'havia traslladat a aquesta ciutat. Es diu que fins i tot es va fer passar per boig per evitar ser nomenat bisbe. Tenia una estreta amistat amb Basili de Cesarea, a qui va fer costat contra els arrians i altres heretges, atacant-los amb la violència característica de l'època.

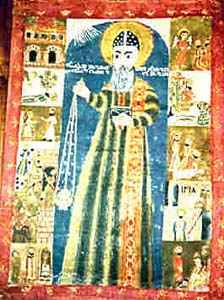
Icona a Meryem Ana Kilisesi (Diyarbakır)
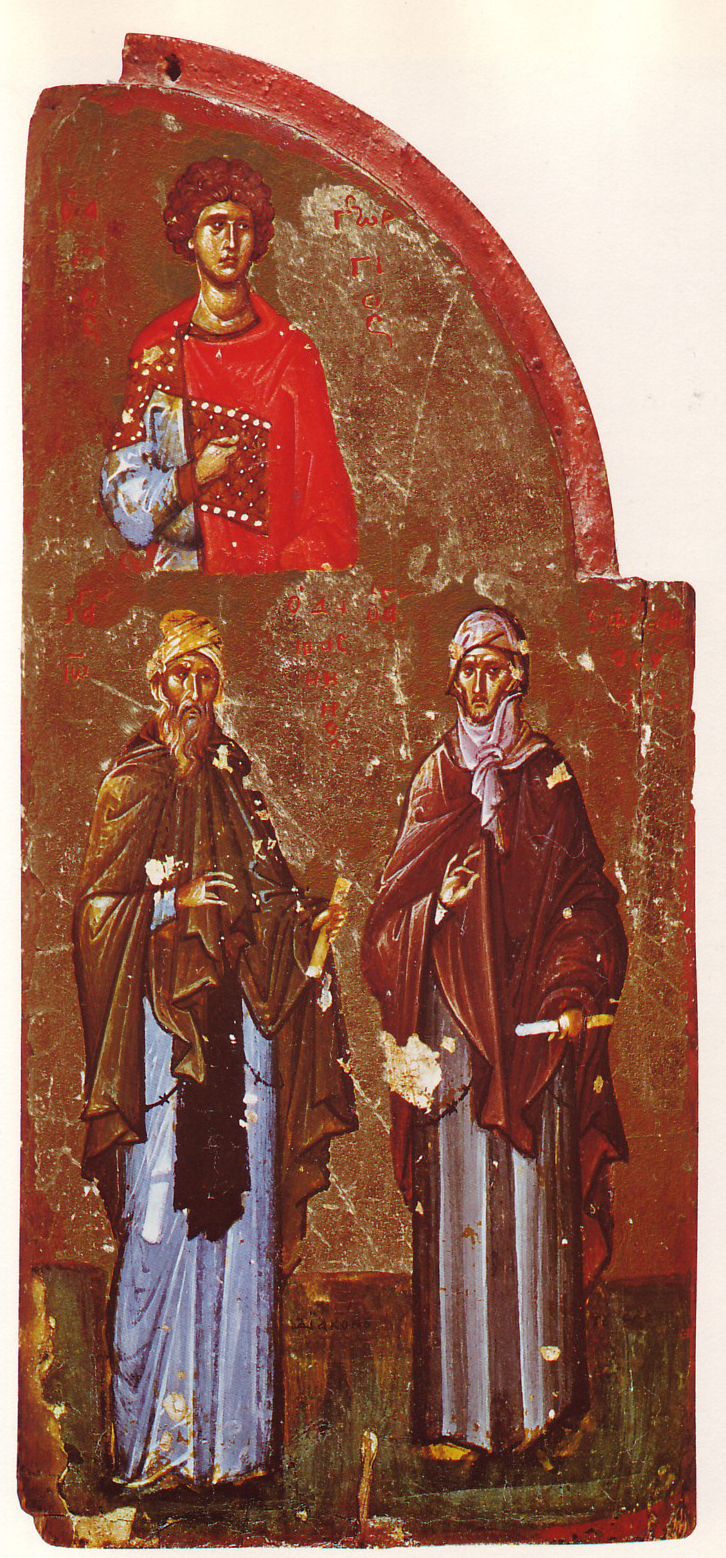
St. Efrem, St. Joan de Damasc i St. Jordi, d'un tríptic romà d'Orient del segle xiv (Monestir de Santa Caterina del Sinaí)

Durant una fam que hi va haver a Edessa va assistir als pobres amb dedicació i va incitar als rics a donar el que tinguessin als seus germans. Hèrmies Sozomen parla amb admiració de com la religió havia atemperat el seu geni irascible, i ho il·lustra amb una anècdota. Un dia que al seu criat li va caure el plat en el qual li portava una mica de menjar, Efraïm el va tranquil·litzar, i li va dir: «No hi fa res, si el menjar no ve cap a mi, anirem nosaltres a ell». Es va asseure a terra i es va menjar el que quedava entre els fragments trencats del plat. Va morir cap a l'any 378, i va demanar que només es fes una breu oració sobre el seu cos i que se l'enterrés d'una manera senzilla.

## Obres
Va escriure diversos tractats sobre teologia, sacerdoci, oració i similars, cartes a monjos, una col·lecció d'apotegmes i alguns tractats d'homilies sobre parts de les Escriptures i personatges de l'Antic Testament. Només coneixia el siríac, i en aquesta llengua les va escriure totes, encara que des de molt aviat van ser traduïdes al grec, perquè eren molt estimades, i fins i tot se'n llegien fragments després de la lectura de l'evangeli del dia. També va escriure un gran nombre de cançons i poemes, i ho va iniciar per contraposar-se a Harmoni, el fill i deixeble de l'heretge Bardesanes que havia compost cançons i poemes amb greus errors de doctrina i que reivindicaven fins i tot el paganisme amb textos d'antics filòsofs. Aquestes cançons s'havien fet populars, i Efraïm les va reescriure amb temes ortodoxos, aprofitant la mateixa música, i amb les quals pretenia inculcar la religió en el poble.